# Trust No One Recordings
Trust No One Recordings är ett svenskt skivbolag, tidigare baserat i Stockholm, men nu med postadress i Gnesta. Skivbolaget ägs och drivs av Tim Bertilsson.
Bolagets utgivning är genremässigt bred och inkluderar metal, hardcore, indie, rock och postpunk. Den första skivan att ges på etiketten var en självbetitlad CD-singel av Charcoal. Bland övriga utgåvor märks bl.a. Last Days of April debutalbum Last Days of April, samt skivor av bl.a. Breach, Candlemass, The (International) Noise Conspiracy och Logh.
Bolaget har ofta gett ut LP-skivor som tidigare utkommit på CD på andra bolag.

### Fotnoter
1. 1 2 3  ”Trust No One Recordings”. Discogs.com. http://www.discogs.com/label/Trust%20No%20One%20Recordings?sort=artist%2Casc. Läst 14 januari 2012.